# Pigmento

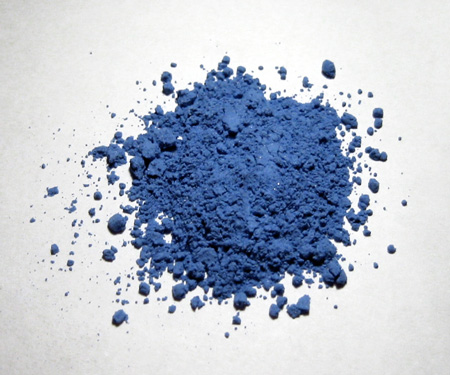
Pigmento Ultramarino Natural.

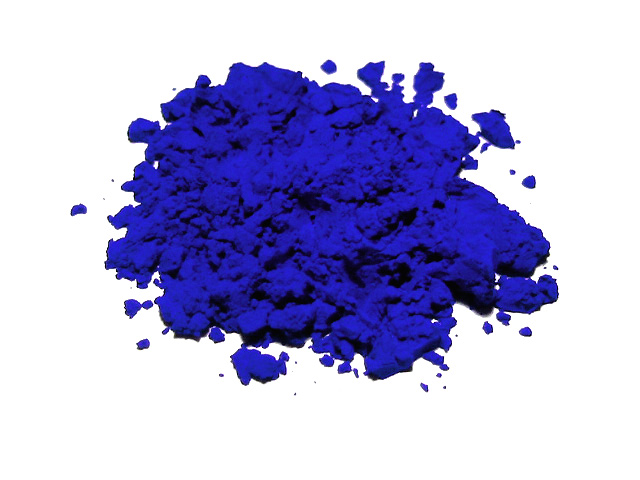
Pigmento ultramarino sintético

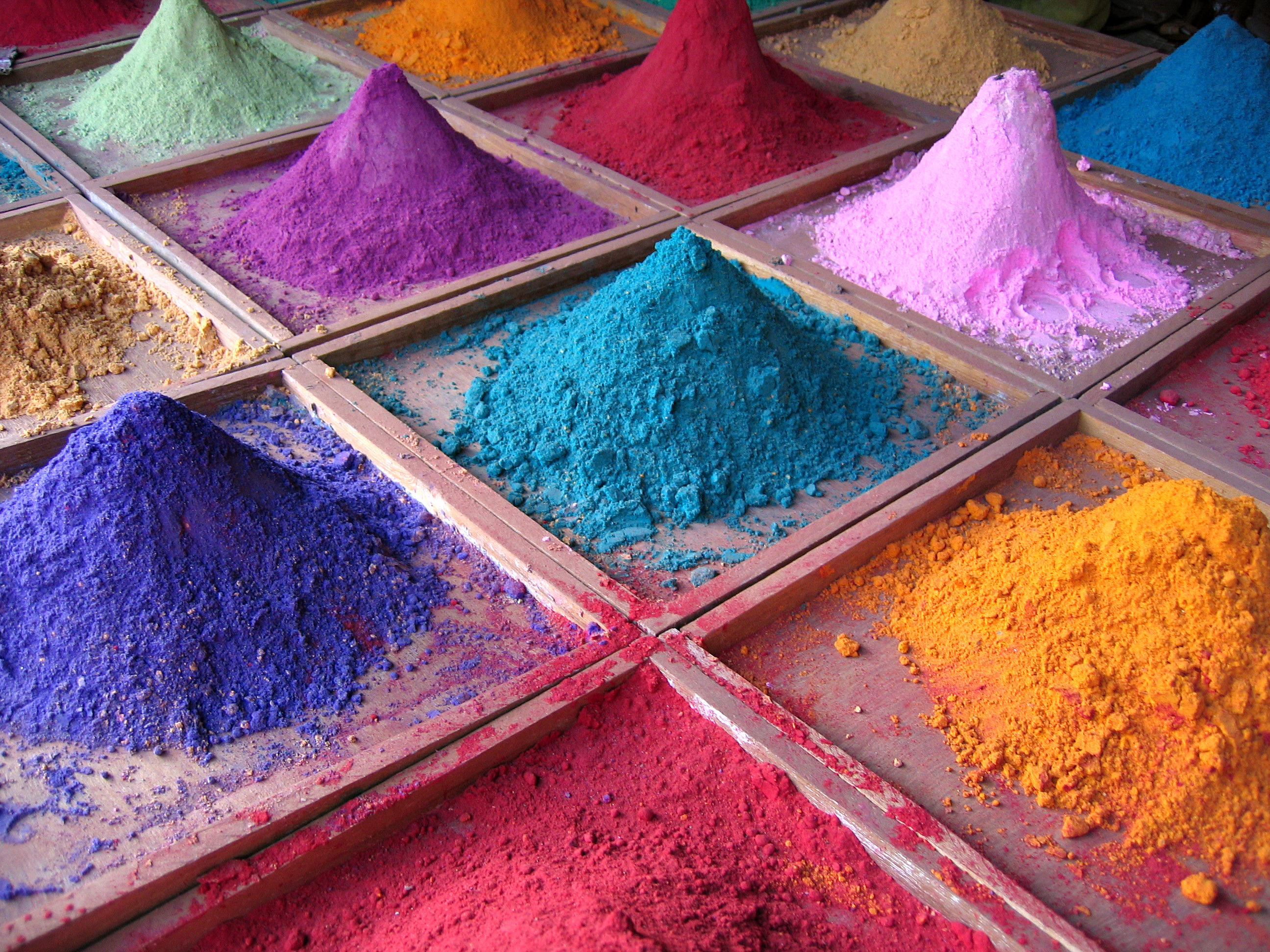
Pigmentos de várias cores.

Um pigmento é um material que muda a cor da luz transmitida ou refletida como resultado de uma absorção seletiva num dado comprimento de onda. Este processo físico é diferente da fluorescência ou fosforescência nos quais é o material que emite luz.
Muitos materiais absorvem seletivamente certos comprimentos de onda da luz. Os materiais que foram escolhidos e desenvolvidos para serem usados como pigmentos possuem propriedades especiais que os tornam ideais para colorirem outros materiais.
Um pigmento deve possuir uma resistência de tingimento alta em relação aos materiais que tinge. Tem de ser estável na sua forma sólida à temperatura ambiente.
Em aplicações industriais, bem como nas artes, permanência e estabilidade são propriedades desejáveis. Os pigmentos que não são permanentes são chamados pigmentos não permanentes.  Esses pigmentos desaparecem com o tempo, ou com a exposição à luz solar. Enquanto alguns perdem brilho e cor, outros escurecem.
Os pigmentos são usados para dar cor a tintas, plásticos, têxteis, cosméticos, comida, e outros materiais. A maioria dos pigmentos usados na manufatura e nas artes visuais são corantes secos, usualmente moídos a um pó muito fino.  Esse pó é adicionado a uma resina, também conhecida por ligante ou veículo de cor neutra ou sem cor que suspende o pigmento e confere à tinta a sua aderência.
O mercado mundial de pigmentos (inorgânicos, orgânicos e especiais) teve uma produção de 7,4 milhões de toneladas e um valor de 17600 milhões de dólares em 2006. Em 2009 o seu valor atingiu os 20,6 mil milhões de dólares e as previsões prognosticam um valor global de 24,5 mil milhões de dólares em 2015 e 27,5 mil milhões de dólares em 2018...
Em biologia, pigmentos são os compostos químicos responsáveis pelas cores das plantas ou animais. Quase todos os tipos de células, como as da pele, olhos, cabelo etc. contêm pigmentos.  Seres com deficiência de pigmentação são chamados albinos.
Na coloração de pinturas, tintas, plásticos, tecidos e outros materiais, um pigmento é um corante seco, geralmente um pó insolúvel. Existem pigmentos naturais (orgânicos e inorgânicos) e sintéticos. Os pigmentos agem absorvendo seletivamente partes do espectro (ver luz) e refletindo as outras.
Geralmente distinguem-se corantes entre pigmento, que é insolúvel, e tintura, líquida ou solúvel num veículo do qual resulta uma solução.  Usa-se o termo Pigmento biológico para todas as substâncias coloridas  independentemente da sua solubilidade. Um agente de coloração tanto pode ser um pigmento como um corante, dependendo do veículo usado. Em alguns casos, pode-se fabricar um pigmento a partir de um corante por precipitação de um corante solúvel por adição de um sal metálico. O pigmento resultante chama-se pigmento laca.

## Base física

A luz visível (uma grande variedade de comprimentos de onda – cores) atinge um pigmento. Esse pigmento absorve a luz vermelha e verde, mas reflete a azul, criando a cor azul.

Os pigmentos aparentam as cores porque eles refletem e absorvem seletivamente certos comprimentos de onda da luz. A luz branca é aproximadamente uma mistura idêntica de todo o espectro da luz visível com uma gama de comprimentos de onda entre 380/400 nm a 760/780 nm. Quando esta luz encontra um pigmento, parte do espectro é absorvida pelas ligações químicas dos sistemas conjugados e outros componentes do pigmento. Alguns outros comprimentos de onda ou partes o espectro são refletidos ou dispersos.
A maioria dos pigmentos são complexos de transferência de carga tal como compostos de metais de transição com largas bandas de absorção que subtraem a maioria das cores da luz branca incidente. O espectro da luz refletida cria a aparência da cor. O pigmento ultramarino reflete a luz azul e absorve as outras cores. Os pigmentos, ao contrário das  substâncias fluorescentes ou fosforescentes apenas podem subtrair comprimentos de onda da luz incidente e nunca adicionar novos comprimentos de onda.
A aparência dos pigmentos está intimamente ligada à cor da fonte de luz. A luz solar possui uma elevada temperatura de cor e um espectro uniforme, sendo por isso considerada como padrão para a luz branca. As fontes artificiais tendem a possuir picos em algumas áreas do espectro, e vales profundos noutras. Vistos debaixo destas condições, os pigmentos possuirão cores diferentes.
Os espaços de cores, usados para representar numericamente as cores, têm que especificar o seu iluminante ou fonte de luz. O espaço CIELAB assume que as medidas são tomadas sob um iluminante D65, ou luz de dia 6500K, que é sensivelmente a temperatura de cor da luz solar.

A luz solar incide sobre o pigmento Rosco R80 “Azul primário”. O produto do espectro da fonte e o espectro de refletância do pigmento, resulta no espectro final e na aparência de azul.

As outras propriedades da cor, como a sua saturação, ou a sua luminosidade, podem ser determinadas pelas outras substâncias que fazem parte do pigmento. Ligantes e cargas adicionadas ao pigmento puro também possuem os seus padrões de refletância e absorção, que podem afetar o espectro final. Do mesmo modo, nas misturas pigmento/ligante, raios de luz individual podem não encontrar as moléculas de pigmento e podem ser refletidas tal como estão. Estes raios dispersos da fonte de luz contribuem para a saturação da cor. Os pigmentos puros permitem apenas que uma ínfima parte da luz branca escape, produzindo uma cor muito saturada. Uma pequena quantidade de pigmento misturado com uma grande quantidade de ligante branco, produzirá uma cor pálida e insaturada.

## História
Os pigmentos naturais, tal como os ocres e os óxidos de ferro têm sido usados como corantes desde a era pré-histórica. Arqueólogos descobriram provas de que os homens primitivos usaram tinta para fins estéticos, como pintura corporal. Pigmentos e ferramentas de moagem, que se acredita terem cerca de 300 000 anos na gruta de Twin Caves, Zâmbia.

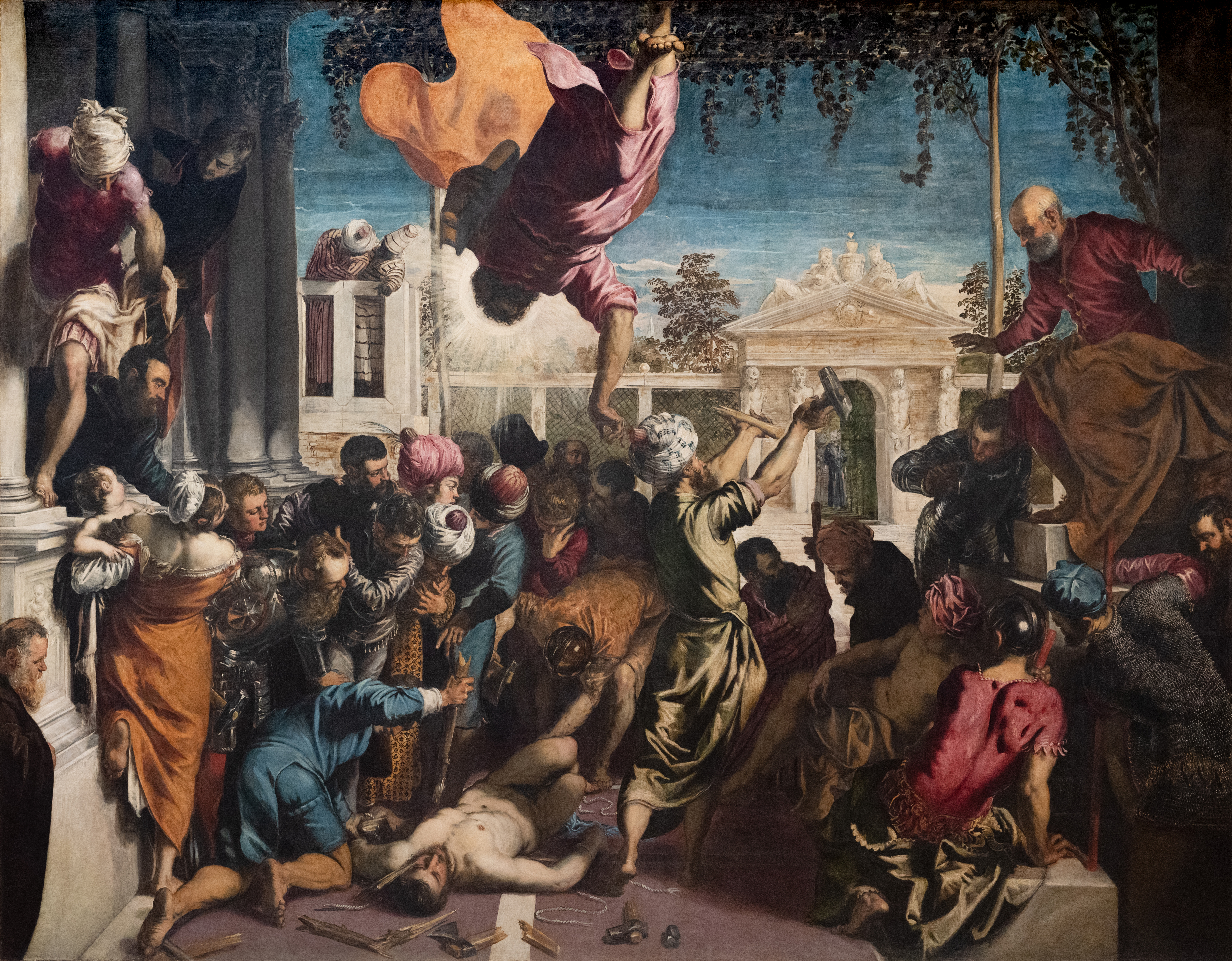
O milagre do escravo de Tintoretto (1548). Filho de um mestre tintureiro, Tintoretto usou o pigmento carmim, obtido a partir de um inseto – cochonilha, para atingir efeitos dramáticos

Antes da revolução industrial, a gama de cores disponíveis para utilizações artísticas e decorativas era tecnicamente limitada. A grande maioria dos pigmentos eram minerais, terras ou de origem biológica.
Os pigmentos de origens incomuns, como materiais botânicos, resíduos animais, insetos e moluscos eram colhidos e comercializados através de longas distâncias. Algumas cores eram extremamente caras ou impossíveis de misturar com a maioria dos outros pigmentos disponíveis. O azul e a púrpura ficaram associados à realeza, tal era o seu preço de compra
Os pigmentos biológicos eram de difícil aquisição e os detalhes da sua produção eram mantidos em segredo pelos fabricantes. A púrpura tíria é um pigmento fabricado a partir do muco de várias espécies de Hexaplex trunculus. A sua produção, para ser usado par tingir  tecidos, começou, por volta de 1200 a.C. em Tiro, no atual Líbano, pelos fenícios, sendo mais tarde fabricado pelos gregos até 1453, quando caiu Constantinopla
O pigmento era muito caro e a sua produção era muito complexa. Por isso as pelas de vestuário púrpura ficaram associadas ao Poder e à riqueza. O historiador grego Teopompo, escrevendo no século IV a.C., que o peso da púrpura para corantes equivalia o seu peso em prata na cidade de Cólofon.
Os pigmentos minerais eram também comercializados a grandes distâncias. A única maneira de obter um azul profundo, era usando lápis-lazúli, uma pedra semipreciosa, produzindo um pigmento conhecido por ultramarino. As fontes de lápis-lazúli eram muito remotas (Afeganistão). O pintor flamengo Jan Van Eyck, trabalhando no século XV, não usava, usualmente, o azul ultramarino nas suas obras. Ter um retrato pintado com azul ultramarino, era considerado um grande luxo. Se um patrono desejava essa tonalidade de azul, era obrigado a pagar um extra pelo quadro. Quando Van Eyck usava ultramarino nas suas obras, ele nunca o misturava com outras cores. Em vez disso ele usava-o na sua forma pura, quase como um esmalte decorativo.

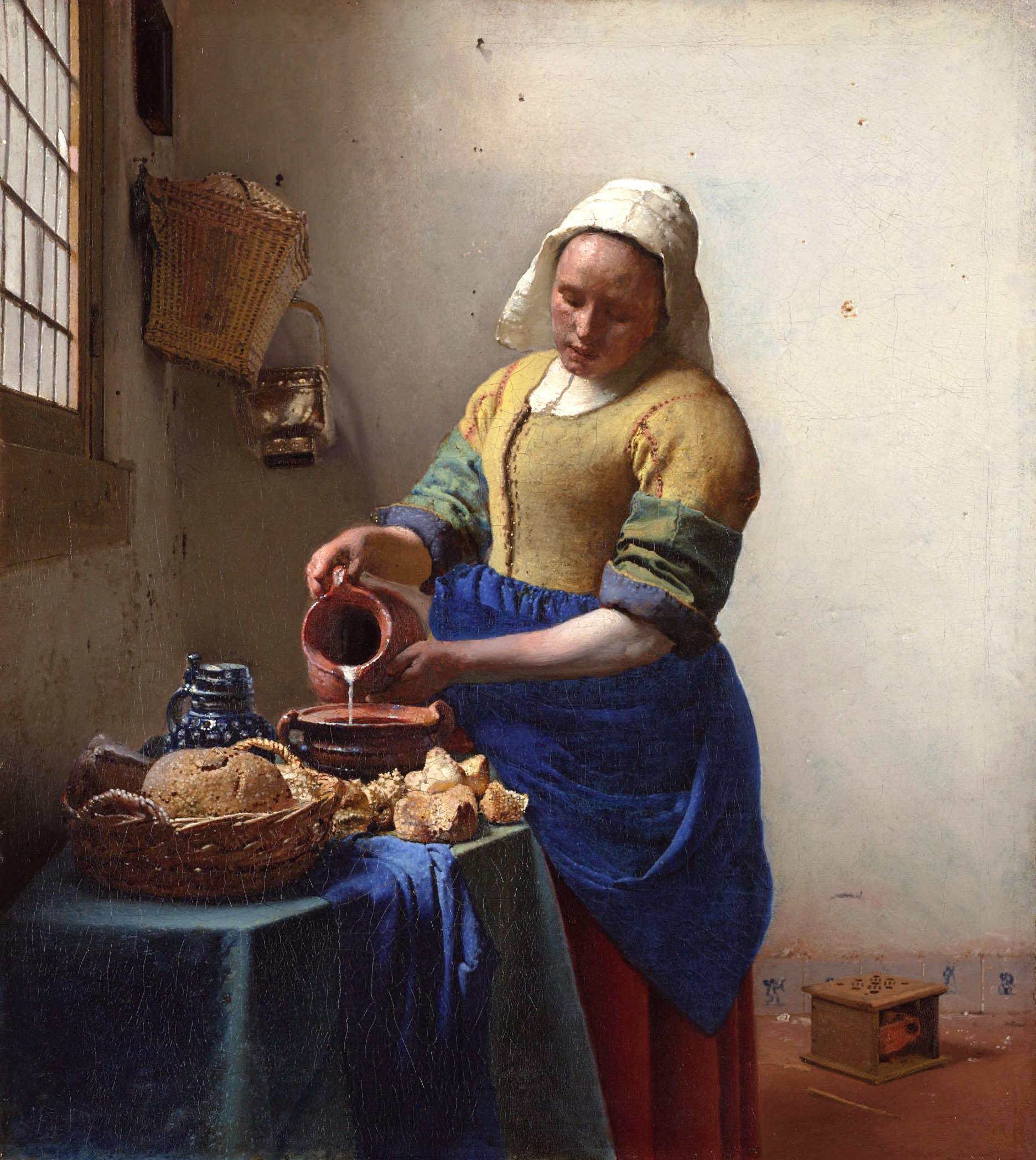
A Leiteira de Johannes Vermeer (1665).

A conquista do novo mundo, no século XVI, introduziu novos pigmentos e cores aos povos de ambos os lados do Atlântico. O carmim, corante e pigmento derivado de um inseto parasita, a cochonilha, que se encontra na América Central e do Sul, atingiu um valor e estatuto muito elevado. Produzido por secagem e moagem das cochonilhas, o carmim, podia ser, e ainda pode, ser usado no tingimento de tecidos, alimentos, tatuagens, ou na sua forma sólida (Pigmento-Laca), em qualquer tipo de tinta ou cosmético.
Os povos indígenas do Peru vêm produzindo corantes de cochonilha desde o ano 700 a.C. mas os Europeus nunca tinham visto a cor. Quando a Espanha invadiu o Império Asteca, no que é hoje o México, eles foram rápidos a explorar a cor para novas oportunidades de comércio. = Carmim tornou-se o segundo artigo de exportação mais valioso, logo a seguir à prata. O pigmento conferiu aos cardeais católicos e ao exército britânico, os seus uniformes distintos. Os espanhóis conseguiram manter secreta, a verdadeira fonte do pigmento até ao século XVIII, quando biólogos conseguiram determinar a verdadeira origem
Enquanto o carmim era popular na Europa, o azul permaneceu como uma cor exclusiva, sempre associada à riqueza e ao poder. O mestre holandês Johannes Vermeer fez muitas vezes uso abundante de lápis-lazúli, carmim e amarelo indiano nas suas pinturas vibrantes.

### Desenvolvimento dos Pigmentos Sintéticos

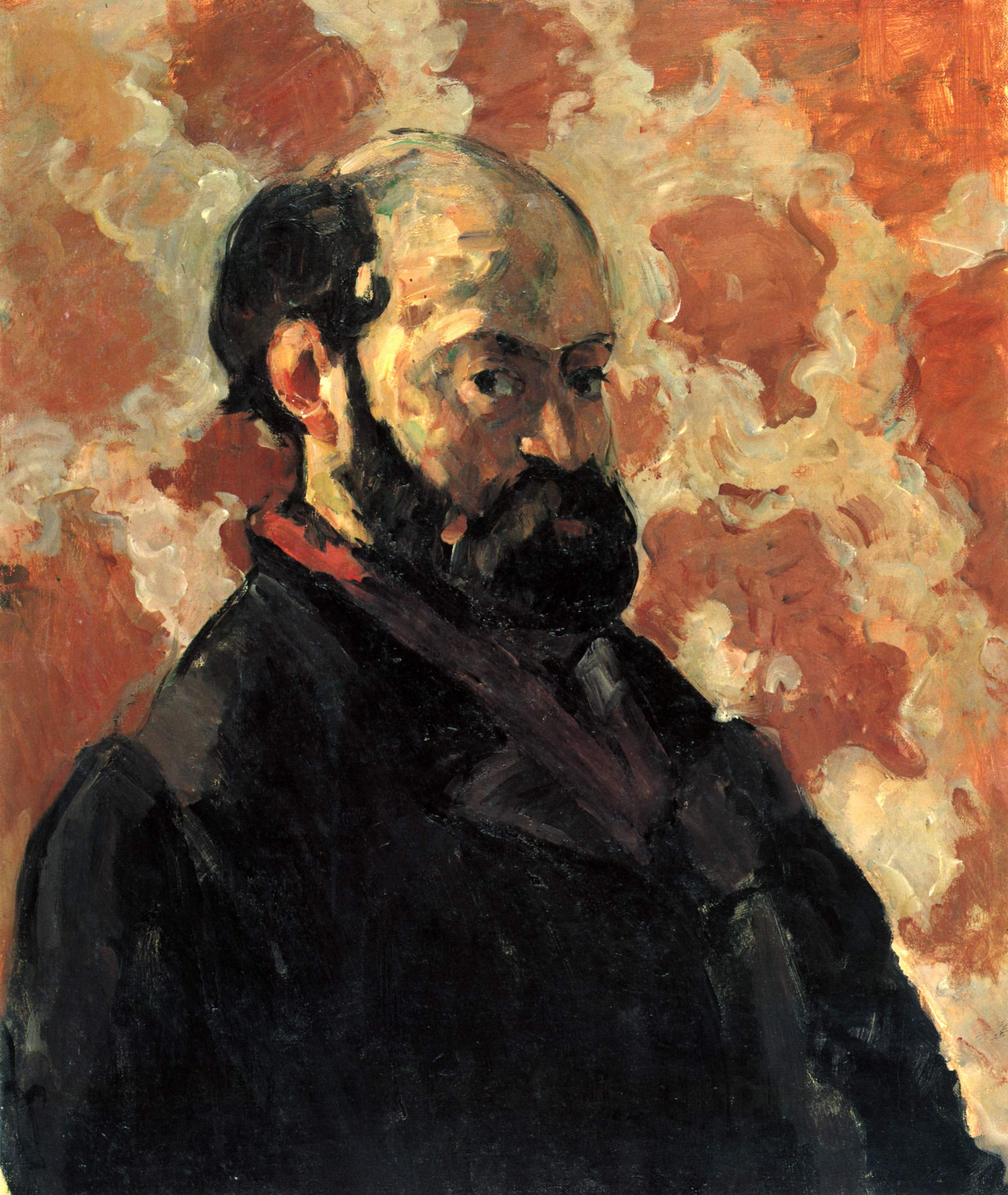
Auto-retrato de Paul Cézanne. Trabalhando no final do século XIX, Cézanne tinha à sua disposição uma paleta de cores com que as gerações anteriores de artistas podiam apenas sonhar.

Os primeiros pigmentos conhecidos eram minerais naturais. Óxidos de ferro naturais dão uma gama de cores e são encontradas em muitas pinturas do Paleolítico e Neolítico. Dois exemplos incluem Ocre vermelho anidro Fe2O3 e o ocre amarelo hidratado Fe2O3.H. O Carvão e o Negro de fumo, também são usados desde os tempos pré-históricos.
Os dois primeiros pigmentos sintéticos foram o Chumbo branco (Carbonato de Chumbo - PbCO3)2Pb(OH)2  e o Azul Egípcio (silicato de cobre – CaCuSi4O10 e/ou Silicato de cálcio – CaO•CuO•4SiO2). O Chumbo branco é produzido por combinação do Chumbo com Vinagre (Ácido acético - CH3COOH) na presença de Dióxido de Carbono – CO2. O Azul egípcio era fabricado através de vidro colorido com minério de cobre, principalmente malaquite. Estes pigmentos começaram a ser usados cerca do 2 000 anos AC.
A Revolução Industrial e científica trouxe uma enorme expansão na gama dos pigmentos sintéticos, pigmentos que são fabricados ou refinados a partir de materiais que ocorrem naturalmente, e estavam disponíveis, tanto para a indústria, como para a arte. Devido ao elevado custo do lápis-lazúli, a maioria dos esforços orientou-se para o fabrico de um pigmento mais barato.
O azul da Prússia foi o primeiro pigmento sintético moderno, descoberto acidentalmente em 1704. No início do século XIX, pigmentos azuis, sintéticos e metálicos foram adicionados à gama de azuis, incluindo o azul ultramarino, uma forma sintética de lápis-lazúli, e as várias formas de azul cobalto e azul cerúleo. No início do século XX, a química orgânica adicionou o azul de ftalocianina, um pigmento organometálico com um enorme poder de tingimento.
As descobertas na ciência da cor criaram novas indústrias e dirigiram alterações na moda e gosto. A descoberta em 1856 da mauveína, o primeiro corante de anilina, foi um precursor para o desenvolvimento de centenas de corantes sintéticos e pigmentos como os compostos azo e diazo que são a fonte de um espectro amplo de cores. A mauvaína foi descoberta por um químico de 18 anos de idade, chamado Sir William Perkin que conseguiu explorar comercialmente sua descoberta, enriquecendo com isso. O seu sucesso atraiu uma geração de sucessores, que como jovens cientistas usaram a química orgânica para perseguir riquezas. Dentro de poucos anos, os químicos tinham sintetizado um substituto da rubia na produção da alizarina. Nas décadas finais do século XIX, têxteis, tintas e outros produtos em cores como vermelho, carmesim e azul, tornaram-se acessíveis ao grande público. .
O desenvolvimento de pigmentos químicos ajudou à enorme prosperidade da Alemanha e outros  países do norte da Europa, mas trouxe a miséria e declino no resto do mundo. Nas antigas colónias espanholas da América a produção de cochonilha empregava milhares de pessoas. O monopólio espanhol que no início do século XIX valia uma enorme fortuna, perdeu muito do seu valor durante a guerra da Independência do México .. A Química orgânica deu-lhe o golpe final e fatal ao colocar no mercado substitutos muito baratos.

### Novas Fontes dos Pigmentos históricos

'Rapariga com brinco de pérola de Johannes Vermeer (c. 1658). Vermeer foi pródigo em sua escolha de pigmentos caros, incluindo o Amarelo indiano, lápis-lazúli e Carmim

Antes da revolução industrial, muitos pigmentos eram conhecidos pelo local onde eram produzidos. Os pigmentos baseados em minerais e argilas tinham o nome da cidade ou região de onde eram extraídos. A Terra de siena era originária de Siena, Itália, enquanto que a Umbra era originária da Úmbria. Estes pigmentos estavam entre os que foram mais facilmente sintetizados, e os químicos criaram cores modernas baseadas nos originais que eram muito mais consistentes que as mineradas, no entanto o nome das cores manteve-se inalterado, mesmo se a sua base química seja completamente distinta.

### Normas industriais
Antes do desenvolvimento dos pigmentos sintéticos e o apuramento das técnicas para a extração de pigmentos minerais, os lotes de cores eram muito inconsistentes. Com o desenvolvimento da moderna indústria da cor, os profissionais e os fabricantes cooperaram para criarem normas internacionais para a identificação, produção, medição e teste das cores.
Publicado pela primeira vez em 1905, o sistema de cores de Munsell tornou-se no fundamento para uma série de sistemas colorimétricos, fornecendo métodos objectivos para a medição da cor. O sistema Munsell descreve a cor em 3 dimensões, matiz, luminosidade e saturação (pureza da cor), onde a saturação é a diferença para o cinzento de um dado valor de matiz e luminosidade.
Em meados do século XX estavam já disponíveis métodos normalizados para a química dos pigmentos, parte de um movimento internacional para criar padrões na indústria, a Organização Internacional de Normalização ISSO desenvolveu normas técnicas para o fabrico de pigmentos e corantes. As normas ISO definem várias propriedades químicas e industriais e como as testar. A normas ISO principais relativas ao pigmentos são:
- ISO 787 - Métodos gerais de teste para pigmentos e extensores;
- ISO 8780 - Pigmentos e extensores. Métodos de dispersão para a avaliação de características de dispersão

Outras normas ISO incidem sobre determinadas classes ou categorias de pigmentos, com base na sua composição química, tais como os pigmentos ultramarinos, dióxido de titânio, pigmentos de óxido de ferro.
Muitos fabricantes de tintas, t omega omega                                                                            êxteis, plásticos e cores adoptaram voluntariamente o Índice internacional de corantes, mais conhecido pelo seu nome em língua inglesa – Colour Index, como norma para  identificação de pigmentos que usam no fabrico de cores particulares. O Colour Index foi publicado pela primeira vez em 1925 e hoje em dia é publicado online pela Inglesa, Society of dyers and colourists e a Americana, Society of chemists and Colourists. Este índice é reconhecido internacionalmente como a maior autoridade mundial em matérias corantes. Actualmente incluí mais de 27000 produtos sob 13000 nomes genéricos.

## Lista de pigmentos

### Baseados emHeme/Porfirina
- Clorofila verde
- Bilirrubina amarelo ou verde jade=-amarelo limão
- Hemocianina azul
- Hemoglobina vermelho-amarronzado

### Emissores de luz
- Luciferina verde-claro

### Lipocromos
- Carotenóides alaranjado
  - Alfa- e beta-caroteno laranja
  - Cianinas rosas vermelhas
    - Antocianina vermelho intenso

  - Licopeno vermelho predominante
  - Rodopsina azul cor do céu
  - Xantofilas amarelada
    - Cantaxantina vermelha
    - Zeaxantina amarelo cor do milho

  - Luteína amarelo

Fotossintético

### Outros
- Hematocromo marrom
- Melanina preta
- Ftalocianina violeta
- Ureia rosa bebê

### Pigmentos de pintura
- Alizarina
- Azul cerúleo
- Azul cerúleo - de - cromo
- Azul-aço
- Azul-alexandrino
- Azul-antuérpia
- Azul prussiano
- Carmesim
- Carmim
- Dióxido de titânio
- Ivory black
- Ocre amarelo
- Ocre vermelho
- Mars black
- Naples yellow
- Pigmento de cádmio
- Pigmento de chumbo
- Pigmento de cobalto
- Pigmento de cromo
- Pigmento de phtalocianina
- Pigmento de quinacridona
- Pigmento fugitivo
- Siena
- Tintura indigo
- Ultramarino
- Vermelho veneza
- Zinco branco